# Stanisław Sławiński (pedagog)
Stanisław Sławiński (ur. 1948) – polski pedagog, doktor nauk humanistycznych, nauczyciel akademicki na Wydziale Nauk Pedagogicznych Uniwersytetu Kardynała Stefana Wyszyńskiego. W latach 2005–2007 podsekretarz stanu w Ministerstwie Edukacji Narodowej.

## Życiorys
Absolwent pedagogiki na Uniwersytecie Warszawskim (1974). Doktorat uzyskał na Wydziale Filozofii Chrześcijańskiej ATK w Warszawie (1990). Pracował jako nauczyciel. W latach 1991–1993 kierował przygotowaniami do reformy programów nauczania w MEN, następnie pracował w Instytucie Badań Edukacyjnych, kierował także Krajowym Ośrodkiem Rozwoju Programów Szkolnych. W 1998 był doradcą Ministra Edukacji Narodowej, a w latach 1999–2001 pełnił funkcję dyrektora Krajowego Ośrodka Rozwoju Programów Szkolnych. W latach 2001–2002 wykładał na Uniwersytecie Jagiellońskim. Od 2003 do 6 grudnia 2005 był zastępcą dyrektora Biura Edukacji w Urzędzie m.st. Warszawy. Od 6 grudnia 2005 do 6 maja 2006 oraz od 10 maja 2006 do 10 grudnia 2007 podsekretarz stanu w Ministerstwie Edukacji Narodowej. Od 2008 r. do 2013 był adiunktem na Wydziale Nauk Pedagogicznych na Uniwersytecie Kardynała Stefana Wyszyńskiego w Warszawie. W marcu 2008 został powołany do Rady Edukacji Narodowej (organu doradczego przy Ministerstwie Edukacji Narodowej).
W latach 1996–2003 pełnił funkcję zastępcy redaktora naczelnego „Dyrektora Szkoły”. Żonaty, ma trójkę dorosłych dzieci.

## Wyróżnienia i nagrody
- Medal im Włodzimierza Pietrzaka za pracę pedagogiczną i książki przygotowujące do życia w rodzinie – nagroda specjalna (1990).
- Medal Komisji Edukacji Narodowej za szczególne zasługi dla oświaty i wychowania (1993).
- Nagroda im. Jana Zamoyskiego przyznana przez Naczelną Radę Konsultorów Ogólnopolskiego Nauczycielskiego Ruchu „Warsztaty w Drodze” (2001).
- Józef kardynał Glemp przyznał Order Prymasowski „Ecclesiae populoque servitium praestanti” (Wyróżniającemu się w służbie dla Kościoła i Narodu), Medal złoty (2005)[3].

## Publikacje
Stanisław Sławiński jest autorem wielu referatów, artykułów i książek poświęconych zagadnieniom wychowania i edukacji. Jest zwolennikiem powrotu do wychowania w posłuszeństwie i rozróżnienia pomiędzy wychowywaniem do posłuszeństwa a wychowywaniem do uległości. Swoje poglądy na ten temat zawarł w książce „Spór o wychowanie w posłuszeństwie” (wyd. przez Agencje Wydawniczą TFD, 1991), która wywołała kontrowersje. Napisał również między innymi:
- Dojrzewać do miłości – Instytut Wydawniczy „Pax”, 1998, 174 str., ISBN 83-211-1056-8.
- A jednak posłuszeństwo – Wydawnictwo Wardakowie, 2021, 128 str., ISBN 978-83-952015-8-5.